# Madre Heroína
El título honorífico de Madre Heroína (en ruso: Мать-героиня) fue un premio estatal de la Unión Soviética y actualmente de Rusia. Otorgado por tener y criar una familia numerosa. La intención del estado no era solo honrar a estas familias numerosas, sino también aumentar la asistencia financiera para mujeres embarazadas, madres de familias numerosas y madres solteras, y promover un mayor nivel de salud en la madre y el niño. El premio se estableció en 1944 y siguió existiendo hasta la caída de la Unión Soviética en 1991. El 15 de agosto de 2022, Vladímir Putin firmó un decreto que revive este título honorífico (véase Madre Heroína).

## Historia

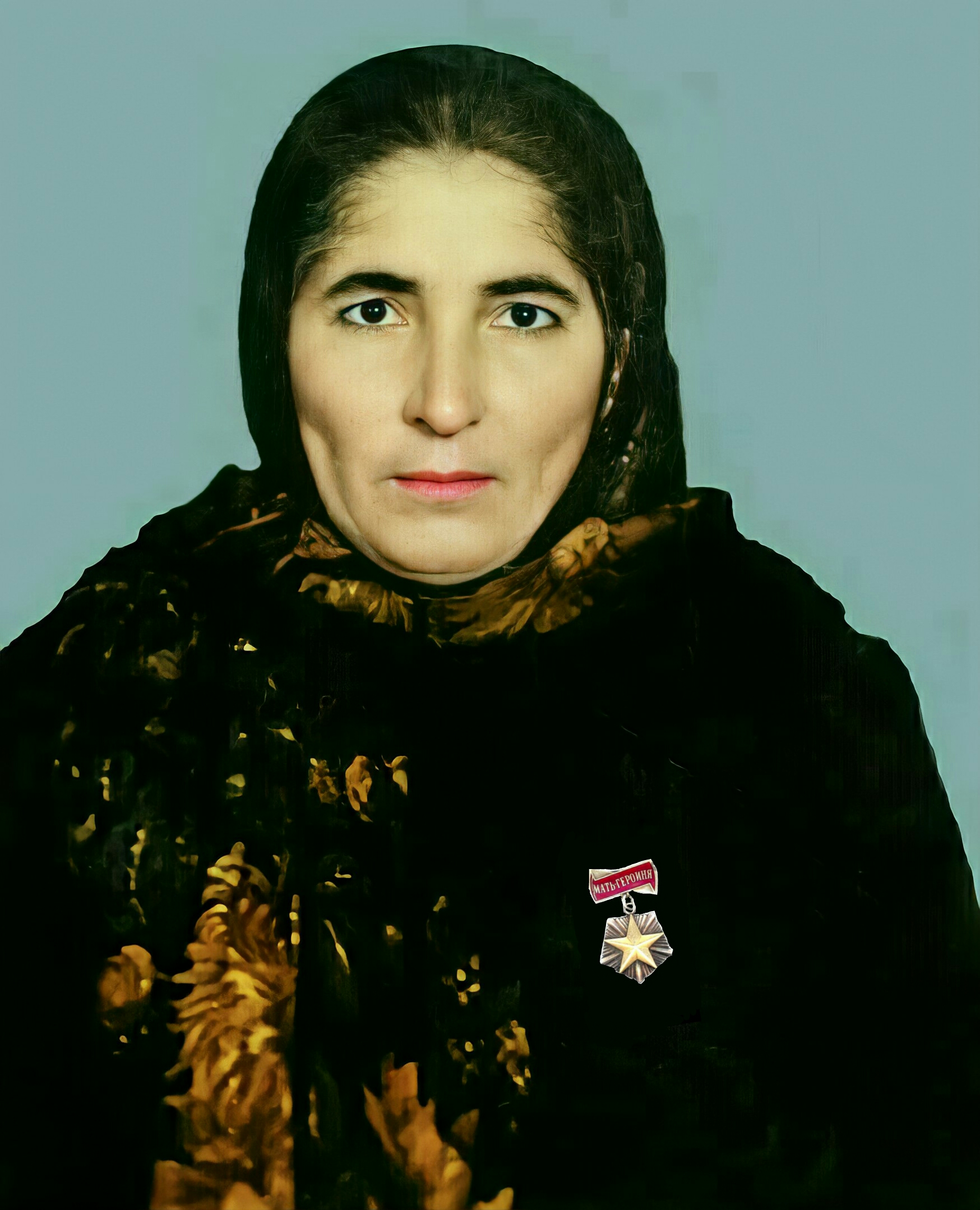
Khanbika Aslan gizi Jafarova (1930-1997) titulada “Madre Heroína” de la Unión Soviética

El título honorífico Madre Heroína fue establecido el 8 de julio de 1944 mediante Decreto del Presídium del Sóviet Supremo de la URSS. Su estatuto, incluyendo múltiples incrementos en las pensiones estatales disponibles para estas familias o madres solteras, fue reformado en quince ocasiones desde su establecimiento original hasta la última reforma contenida en el Decreto N.º 20 del Presídium del Sóviet Supremo del 7 de mayo de 1986.

## Estatuto de concesión
El título de Madre Heroína se otorgaba a las madres que tenían y criaban diez o más hijos. El título iba acompañado por la concesión de la Orden Madre Heroína y un certificado otorgado por el Presídium del Sóviet Supremo de la URSS. Se otorgaba el primer cumpleaños del último hijo, siempre que los otros nueve hijos anteriores (naturales o adoptados) siguieran vivos. Los niños que hubiesen fallecido durante circunstancias heroicas, militares u otras respetables, incluyendo enfermedades profesionales, también eran contabilizados. El premio se creó simultáneamente con la Orden de la Gloria Materna (en ruso, Орден Материнская слава) y la Medalla de la Maternidad (en ruso, Медаль материнства), destinados a mujeres con entre cinco y nueve hijos.
El título de Madre Heroína fue creado durante la Segunda Guerra Mundial, para apoyar a las madres que habían perdido hijos en la guerra, y también como incentivo para que las familias jóvenes tuvieran el mayor número posible de hijos para así aumentar la natalidad y sustituir a los jóvenes caídos en la guerra. Los hijos legalmente adoptados también se tenían en cuenta a la hora de conceder el título. Se fomentó especialmente la adopción de los numerosos niños que habían quedado huérfanos durante la guerra.
La uzbeka Bahri Akramova, una de las galardonadas, tiene un monumento en Taskent ya que durante la Segunda Guerra Mundial adoptó a quince niños huérfanos de diferentes repúblicas soviéticas evacuados a la RSS de Uzbekistán soviético.
Cerca de 431 000 mujeres fueron recompensadas con este título. La primera concesión fue hecha mediante Decreto del Presídium del Sóviet Supremo de 27 de octubre de 1944, siendo otorgada a catorce mujeres. La primera de ellas fue Anna Savélievna Aleksájina, de Mámontovka (cerca de Moscú), que había educado a doce hijos, ocho de los cuales marcharon a la guerra, donde murieron cuatro. Recibió la distinción en el Kremlin, el 1 de noviembre de 1944. El único hombre que recibió tal honor fue Veniamín Petróvich Makárov en ruso: Вениамин Петрович Макаров de Orenburg, quien crio a doce chicos adoptados.

## Privilegios

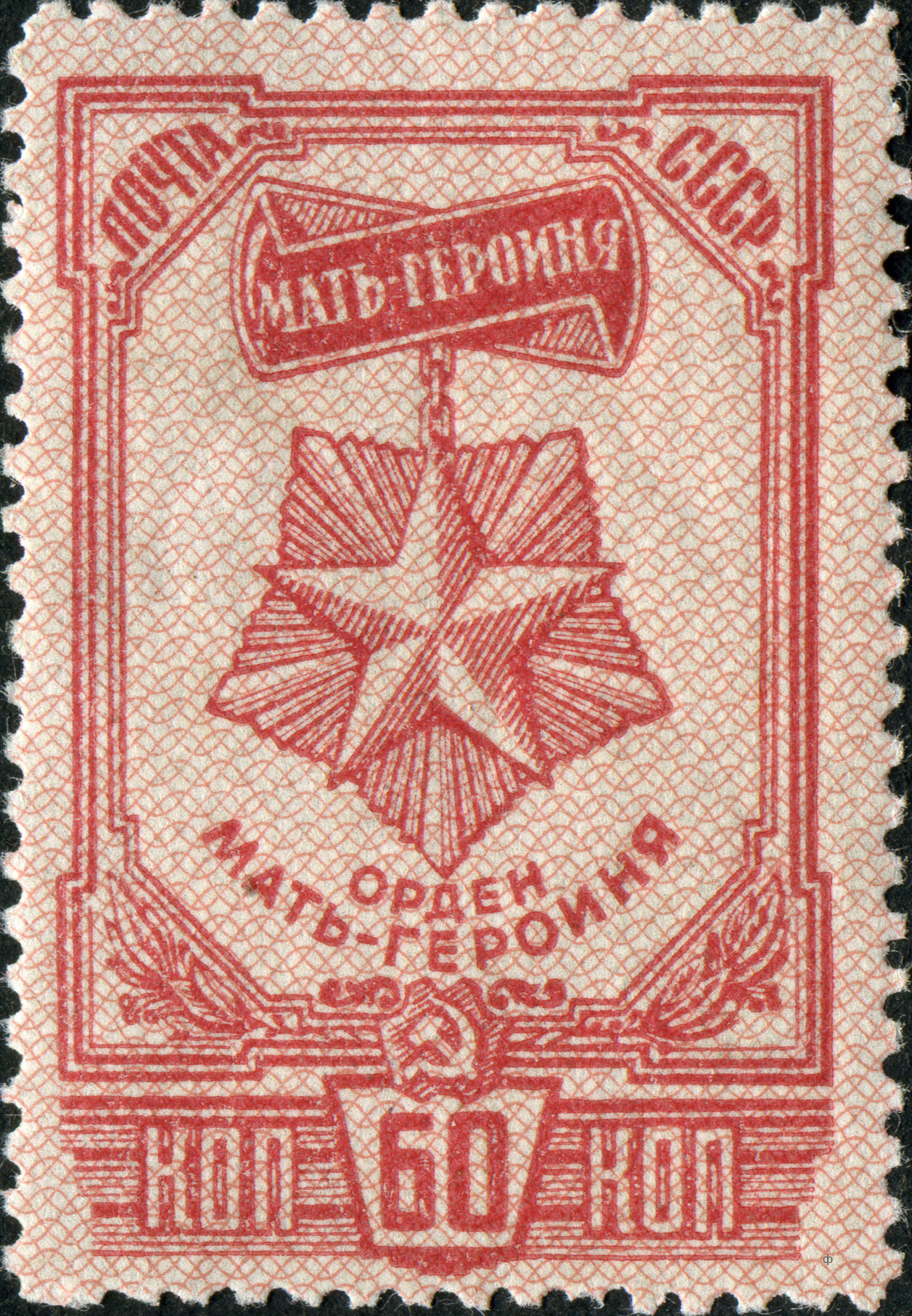
Sello con la Estrella de Madre Heroína.

Las Madres Heroínas estaban autorizadas a portar una insignia, que consistía en una estrella dorada con rayos rectos plateados entre los brazos que formaban un pentágono invertido; estaba suspendido por un anillo plateado a través del lazo de suspensión a una montura metálica en forma de voluta esmaltada en rojo con la inscripción en relieve dorado «MADRE HEROÍNA» (en ruso: МАТЬ-ГЕРОИНЯ). Las madres galardonadas con este premio también tenían un cierto número de privilegios en temas como un aumento de la pensión, una pequeña paga mensual por cada hijo, viajes gratuitos en transporte público, beneficios en las facturas de los servicios públicos, el pago de las tasas de algunos servicios públicos y suplementos de comida, además de otros beneficios.
Se portaba colgada del lado izquierdo del pecho, y se situaba sobre el resto de órdenes y medallas, excepto las de Héroe de la Unión Soviética y las de Héroe del Trabajo Socialista.

## Repúblicas postsoviéticas
Tras la caída de la Unión Soviética el premio fue retirado de la mayoría de las repúblicas post-soviéticasː
- En la Federación Rusa el premio fue abolido en 1991 y reemplazado en 2008 por la Orden de la Gloria Paterna. En junio de 2022, el presidente Vladímir Putin, propuso revivir el título de Madre Heroína e introducir un pago de un millón de rublos.[5] El 15 de agosto de 2022 se estableció nuevamente el título y la orden correspondiente.[2]

- En Tayikistán fue suspendido en 1996, para disuadir a las familias numerosas.
- En Ucrania fue cancelado tras su independencia, pero restaurado en 2004.
- En Kazajistán las madres de 10 o más hijos han sido recompensadas, desde 1995, con el Altyn Alka (Алтын алка, "Colgante de oro") y las madres de ocho o nueve hijos han recibido el Kumis Alka (Кумiс алка, "Colgante de plata").